# Betsy Heimann
Pour les articles homonymes, voir Heimann.
Betsy Heimann est une costumière américaine née à Chicago.

## Filmographie

### Télévision
- 1981 : The Pee-wee Herman Show
- 1983 : Mystère et bas nylon (This Girl for Hire)
- 1985 : Les Douze Salopards 2 (The Dirty Dozen: Next Mission)
- 1988 : Stranger on My Land
- 1991 : Un contre le vent (One Against the Wind)

### Cinéma
- 1979 : Skatetown, U.S.A.
- 1983 : Les Aventuriers du bout du monde (High Road to China)
- 1986 : Sky Bandits (en) de Zoran Perisic (en)
- 1987 : Cordes et Discordes (Surrender)
- 1988 : Elvira, maîtresse des ténèbres (Elvira, Mistress of the Dark)
- 1990 : Tante Julia et le scribouillard (Tune in Tomorrow...)
- 1990 : Roxy est de retour (Welcome Home, Roxy Carmichael)
- 1991 : Un bon flic (One Good Cop)
- 1992 : Reservoir Dogs
- 1993 : Les Aventures de Huckleberry Finn (The Adventures of Huck Finn)
- 1994 : Deux doigts sur la gâchette (Gunmen)
- 1994 : Pulp Fiction
- 1994 : Operation Shakespeare (Renaissance Man), de Penny Marshall
- 1995 : Les Liens du sang (The Tie That Binds)
- 1995 : Get Shorty
- 1996 : 2 jours à Los Angeles (2 Days in the Valley)
- 1996 : Jerry Maguire
- 1997 : La Piste du tueur (Switchback)
- 1998 : Code Mercury (Mercury Rising)
- 1998 : Hors d'atteinte (Out of Sight)
- 1998 : Simon Birch
- 1999 : Ma mère, moi et ma mère (Anywhere But Here)
- 2000 : Presque célèbre (Almost Famous)
- 2000 : Family Man (The Family Man)
- 2001 : Vanilla Sky
- 2002 : Harvard à tout prix (Stealing Harvard)
- 2002 : Dragon rouge (Red Dragon)
- 2005 : Garde rapprochée (Man of the House)
- 2005 : Be Cool
- 2006 : Art School Confidential
- 2006 : La Jeune Fille de l'eau (Lady in the Water)
- 2007 : Rush Hour 3
- 2008 : Phénomènes (The Happening)
- 2009 : L'Abominable Vérité
- 2009 : Funny People
- 2010 : L'Agence tous risques
- 2011 : Échange standard
- 2013 : Broken City
- 2018 : The Passenger (The Commuter)
- 2018 : Green Book : Sur les routes du sud (Green Book)
- 2021 : The Tomorrow War
- 2022 : Marlowe de Neil Jordan
- 2024 : Heretic de Scott Beck et Bryan Woods